# Heinemannia albidorsella
Heinemannia albidorsella is een vlinder uit de familie grasmineermotten (Elachistidae). De wetenschappelijke naam is voor het eerst geldig gepubliceerd in 1877 door Staudinger.
De soort komt voor in Europa.